# Verdensbillede
 Denne artikel bør gennemlæses af en person med fagkendskab for at sikre den faglige korrekthed.

 Der er for få eller ingen kildehenvisninger i denne artikel, hvilket er et problem. Du kan hjælpe ved at angive troværdige kilder til de påstande, som fremføres i artiklen.

| Portal | Portal:Astronomi |

Verdensbillede: her forstået som det billede, som de forskellige kulturer har dannet sig af omverdenen, specielt det omgivende univers og Jordens placering i dette.
I de ældgamle kulturer i Egypten og Babylon, den endnu ældre megalitkultur i NV-Europa, de tidlige kinesiske og japanske kulturer samt mayakulturen i Mellemamerika havde man allerede årtusinder før vor tidsregnings begyndelse anskaffet sig et indgående kendskab til Solens, Månens og planeternes bevægelser i forhold til fiksstjernehimlen, så man med dette kunne udarbejde kalendere, hvis nøjagtighed først er overtruffet i de seneste århundreder; den rumlige placering af himmellegemerne samt disses og Jordens indbyrdes størrelsesforhold havde man ingen mulighed for at bedømme.
I løbet af antikken blev Aristoteles' geocentriske verdensbillede imidlertid det fremherskende, og dette blev konsolideret, da det blev antaget af kirken. 
Galilei, Kepler og Kopernikus var nogle af renæssancens store videnskabsmænd. De fremlagde teorierne om det heliocentriske verdensbillede – i modsætning til det geocentriske. Kirken mistede sit intellektuelle magtmonopol, og nogle mennesker begyndte at søge viden ad andre kanaler. 
Opfattelsen af verdensbilledet har gennemgået en drastisk udvikling, fra de første tanker blev gjort og frem til i dag. Følgende beskriver udvalgte personer, der har haft indflydelse på udviklingen af verdensbilledet:

## Det aristoteliske verdensbillede: geocentrisk
I sin tid samlede, forbedrede og fremlagde Aristoteles sit Verdensbillede med inspiration fra flere forskellige forudgående antagelser og ideer. 

På baggrund af den græske fysik opfandt han sit geocentriske verdensbillede, der var opbygget omkring forskellige materialers kvaliteter og bevægelser. 

Han mente at alt stof var opbygget af fire elementer: jord, luft, ild og vand. Derudover mente Aristoteles, at hver af disse fire elementer havde hver sin naturlige bevægelse.
Ild og luft vil stige til vejrs, mens jord og vand pga. deres høje densitet ville bevæge sig mod Universets centrum. Da man selvfølgelig også dengang kunne observere jord og vand falde til jorden, blev Jorden udnævnt til Universets centrum, hvorfor verdensbilledet altså var geocentrisk.
Dette medførte at resten af Universet måtte rotere omkring Jorden. Samtidig sluttede Aristoteles at Universet måtte være kugleformet, eftersom kuglen er den geometriske form, der er bedst til rotation. Derudover mente han bestemt, at Universet måtte være endeligt. Dette begrundede han med, at alt i Universet måtte rotere en omgang omkring Jorden en gang i døgnet. Hvis Universet var uendeligt ville der dermed opstå uendeligt store hastigheder langt ude i det uendelige verdensrum. Sådanne uendelige hastigheder kunne Aristoteles ikke forestille sig og deducerede derpå, at Universet var endeligt.
Universet var altså en afgrænset kugle. Aristoteles mente at hver planet havde sin egen sfære, hvori alt stoffet var placeret. Dette gav dog et nyt problem, da stoffet i de roterede planeter ville blande sig sammen. For at løse dette problem opfandt Aristoteles et femte element til lejligheden, den såkaldte æter, der havde den egenskab, at det kun bevægede sig i cirkler og hverken havde tyngde eller var let. Nu var Aristoteles tæt på at afslutte sit verdensbillede; dog manglede en sidste ting: Disse sfærer rundt om planeterne roterede adskilt i forskellige hastigheder og uden gnidning, hvilket skabte det problem, at de måske ville støde sammen. Som løsning på dette problem bestemte Aristoteles, at hver enkelt planet besad en intelligent sjæl, der bestemte rotationen.

## Aristarchos fra Samos
Den græske astronom Aristarchos (310–230 f.v.t.) fra Samos foregreb Kopernikus – og kaldes derfor somme tider for "Den græske Kopernikus" – idet han sagde, at Jorden og planeterne drejede omkring Solen, og at Jorden drejer sig om sin akse på 24 timer. På dette tidspunkt var der ikke stor tilslutning til denne teori, men da man senere accepterede Solen som centrum var der stor interesse for hans/Aristarchos teori.
Aristarchos forsøgte at bestemme afstande i rummet. Han fik afstanden til Solen på 19 gange afstanden mellem Jorden og Månen. Da den rigtige værdi er ca. 390 var det et noget upræcist resultat. Det upræcise resultat skyldes, at de dengang havde utilstrækkelige instrumenter. Aristarchos målte nemlig vinklerne mellem hhv. jorden, solen og månen for at komme frem til sit resultat. Det instrument, der blev anvendt var som tidligere nævnt ikke præcist nok og førte til et ukorrekt resultat. Metoden var dog aldeles korrekt.
Senere var der andre astronomer der kom frem til de samme resultater. Det medførte at Aristarchos’ resultater blev brugt langt frem i tiden. Det havde indflydelse på, hvordan man forestillede sig universets størrelse.

## Claudius Ptolemæus
Geografen og astronomen Ptolemæus (latinsk form for græsk Ptolemaios, ca. 100–170 e.kr.) skrev bogen Almagest. Den indeholdt bl.a. en tabel med nøjagtige positioner for de tusind klareste stjerner. Han bestemte afstanden til Månen til at være 29,5 jorddiametre; vi ved i dag at den nøjagtige værdi er på 30,2. Han skød dog en hel del forbi, da han fastsatte jordens afstand til Solen til 1/20 af den rigtige værdi.
Hans beskrivelse af solsystemet var baseret på flere hundrede års optegnelser over planeterne og han bestemte størrelsen og rotationshastigheden af de epicykler som korrigerede de perfekte cirkelbevægelser som planeterne skulle følge. Forudsigelserne var så nøjagtige, at de kunne bruges i over 1000 år, men på dette tidspunkt blev de fejl som gemte sig i teksten også så store, at man måtte justere systemet betydeligt for at få det til at stemme. Det blev alt for kompliceret og æstetisk utiltalende.
I det ptolemæiske verdensbillede gik alle bevægelige himmellegemer i kredsløb om Jorden. Solen og Månen blev også regnet som planeter. Dette geocentriske verdensbillede ved vi i dag er forkert, men fordi Ptolemæus’ beregninger var så præcise, blev det accepteret i mere end 1000 år.

## Kopernikus
Kopernikus (1473–1543) fremsatte i 1543  det første egentlige heliocentriske verdensbillede. Indtil da havde alle verdensbillederne haft Jorden som centrum, og altså ment at Jorden var det vigtigste i universet. 

Kopernicus blev ansat af paven til at observere himmellegemer med henblik på at fastlægge påsken. Under hans mange observationer opdagede han en masse problemer og unøjagtigheder omkring Ptolemæus’ verdensbillede, som var alment accepteret helt frem til den tid. Han opdagede også at disse problemer kunne løses, hvis Jorden blev sidestillet med de andre planeter og anbragt i sin egen cirkelbane omkring Solen.
Kopernikus’ heliocentriske verdensbillede var et kvantespring for astronomien, men blev dog senere hen forbedret, bl.a. fordi Kopernicus stadig beskrev planeternes baner som perfekte cirkler. 

Ironisk nok ville den selv samme kirke som ansatte ham, ikke acceptere hans teori, og ydede stor modstand omkring denne, da det heliocentriske verdensbillede gjorde op med ideen om, at Jorden og mennesket var det vigtigste i Universet.

## Brahe og Kepler
Tycho Brahe (1546–1601) brugte samme metode som grækerne til at observere stjerner og andre himmellegemer. Han kunne dog effektivisere observationerne, da han havde mange medhjælpere. Det var disse observationer, som hjalp både Kepler og Newton med deres teorier. Grundlæggende vedstod Brahe med sit tychoniske system, at planeterne kredsede om solen, men Jorden var stadig universets centrum. På den måde imødekom han både Kopernicus' fysik og Aristoteles', uden at det stred direkte imod den kristne teologi.
Johannes Kepler (1571–1630) opstillede forskellige love. Hans første lov siger, at planeterne i vores solsystem bevæger sig i ellipser med Solen i det ene brændpunkt. Dette gjorde op med Kopernicus' teori om at planeterne bevæger sig i et indviklet system af cirkelbevægelser. Keplers teori har vist sig at være den korrekte. Den tredje af Keplers love siger, at brøken {\displaystyle {\frac {T^{2}}{a^{3}}}} gælder for alle planeterne i solsystemet, hvor T er omløbstid om Solen og a er ellipsens halve storakse.
Kepler var i begyndelsen af sine studier stærkt inspireret af Tycho Brahes verdensbillede, hvor Jorden stadig var i centrum. Senere konkluderede han dog, at Jorden må kredse om Solen, og gik dermed over til det heliocentriske verdensbillede.

## Galilei
Den italienske fysiker, astronom og filosof Galileo Galilei (1564–1642) byggede i 1609 sin egen kikkert, hvor efter han begyndte at observere nattehimlen. Han opdagede, at der er kratere på Månen, og at man kunne se mange flere stjerner med en kikkert end med det blotte øje og at himmellegemet ikke var kugleformet. Han så også at planeten Jupiter har måner.
I 1610 flyttede han til Firenze. Galileis opdagelser var vigtige, dels fordi de gik på tværs af den aristoteliske astronomi og dels fordi de understøttede Kopernikus heliocentriske system.
Galilei opdagede også solpletterne og Venus' faser. 

I 1632 udgav han en bog som dialogisk satte argumenterne for de to verdensbilleder mod hinanden: Aristoteles' geocentriske og Kopernikus’ heliocentriske verdensbillede. 

På grund af sin teori der modsagde det geocentriske verdensbillede blev Galilei fængslet, fordi den katolske kirke havde stor indflydelse i Europa den gang og de delte samme opfattelse af verdensbillede som Ptolemæus.
Ud over sine astronomiske opdagelser opdagede Galilei også lovene for det frie fald. Disse opdagelser dannede grundlag for Newtons videre arbejde. Galilei anvendte eksperimentet som metode, eksempelvis da han i forbindelse med sine studier af faldet lod kugler trille ned ad slisker, skråplaner, for bedre at kunne måle faldtiden. Noget tyder på, at Galilei fik idéen til den første præcise tidsmåler, penduluret, som skulle få så stor betydning for astronomien.

## Isaac Newton
Isaac Newton (1642–1727) var en engelsk matematiker, fysiker og astronom; I 1687 opstillede han sin berømte gravitationslov. Denne gravitationslov, som han byggede på viden om Keplers love om planetbaner, gav en endelig forklaring på himmellegemernes bevægelse, da han beskrev, at alle legemer påvirkes af en tyngdekraft. Nærmere bestemt at to massedele tiltrækker hinanden med en kraft, der er omvendt proportional med kvadratet på afstanden mellem dem og proportional med produktet af deres masser. 

Altså opdagede han, at denne tiltrækningskræft er afhængig af legemets størrelse. Han beviste ligeledes at forholdene for Månens bevægelse om Jorden og planeternes bevægelse omkring Solen passede med hans matematiske beregninger, ud fra hvilke man kan beregne alle legemers bevægelse i rummet.
Dermed påviste han, at man præcist kunne beregne kometers bane i verdensrummet, hvilket indtil da havde været helt udelukket.
- Flere billeder med tilknytning til artiklen
- Fra Kopernikus' manuskript
"De revolutionibus",
 Første bog, kapitel 10:
 De himmelske sfærer
- Johannes Keplers model af solsystemet. 
fra Mysterium Cosmographicum (1596)
- Tycho Brahes store murkvadrant